# Detarieae
Detarieae ist eine Tribus in der Unterfamilie der Johannisbrotgewächse (Caesalpinioideae) innerhalb der Familie der Hülsenfrüchtler (Fabaceae). Einige Arten liefern hochwertige Handelshölzer.

## Beschreibung

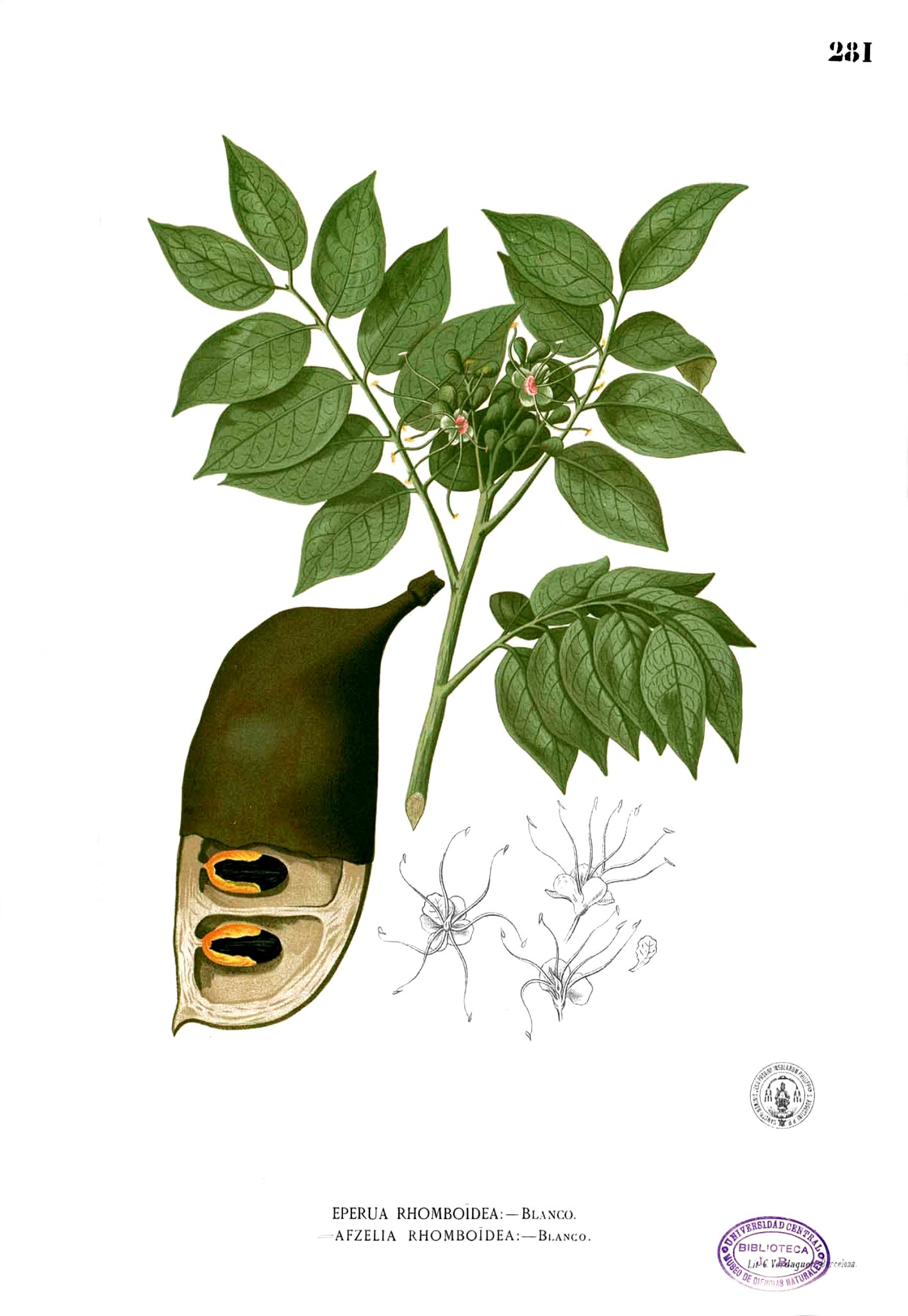
Illustration von Afzelia rhomboidea aus Blanco

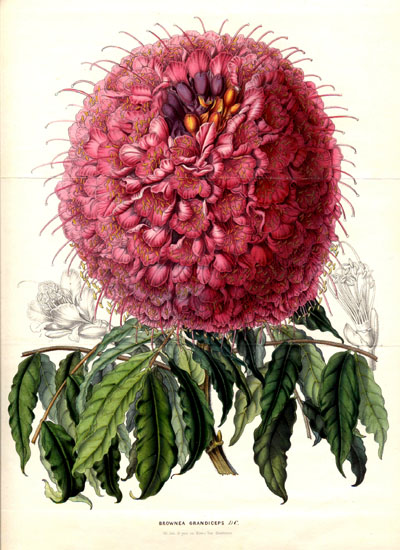
Illustration von Brownea grandiceps, Lemaire 1850

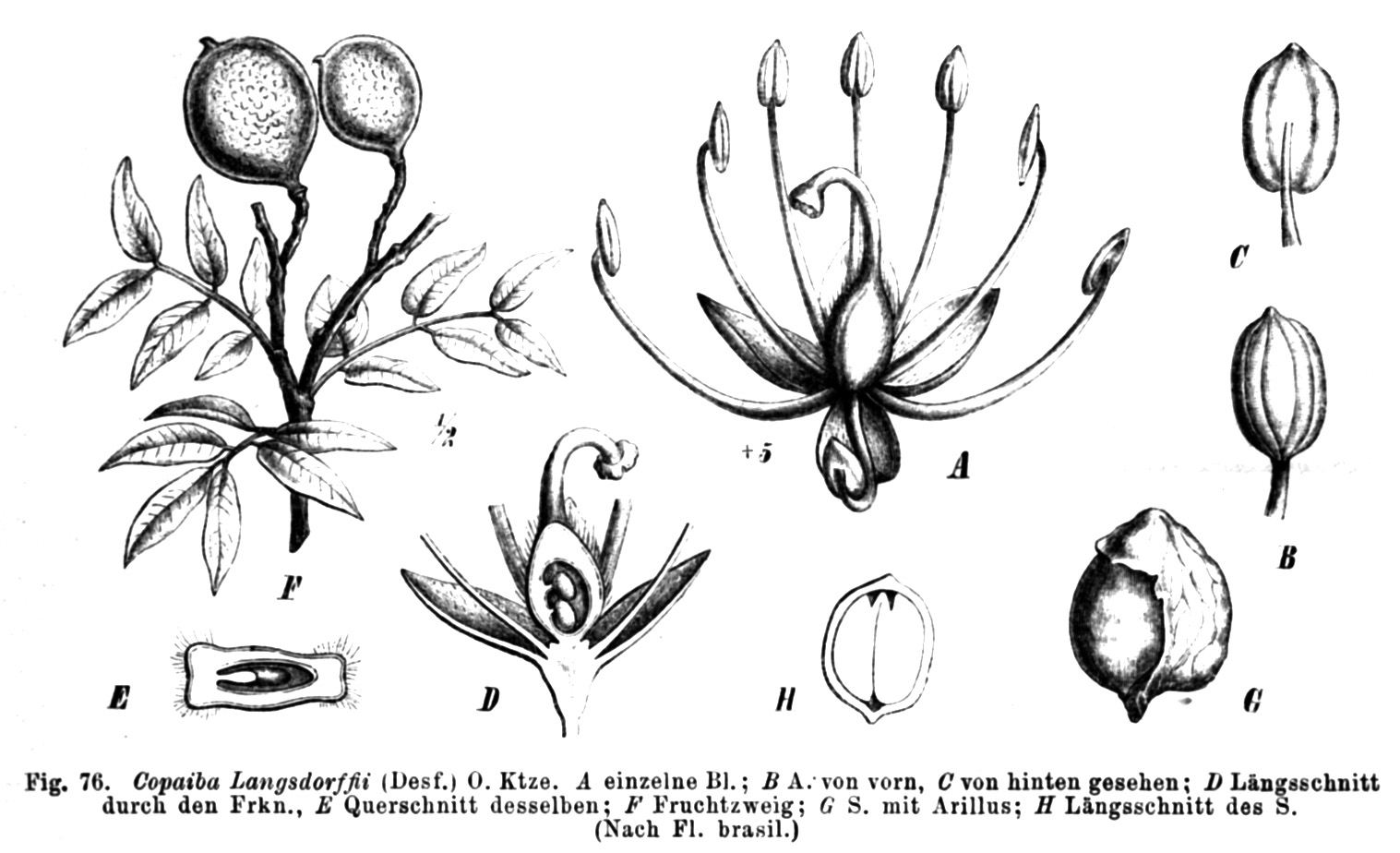
Illustration von Copaifera langsdorffii

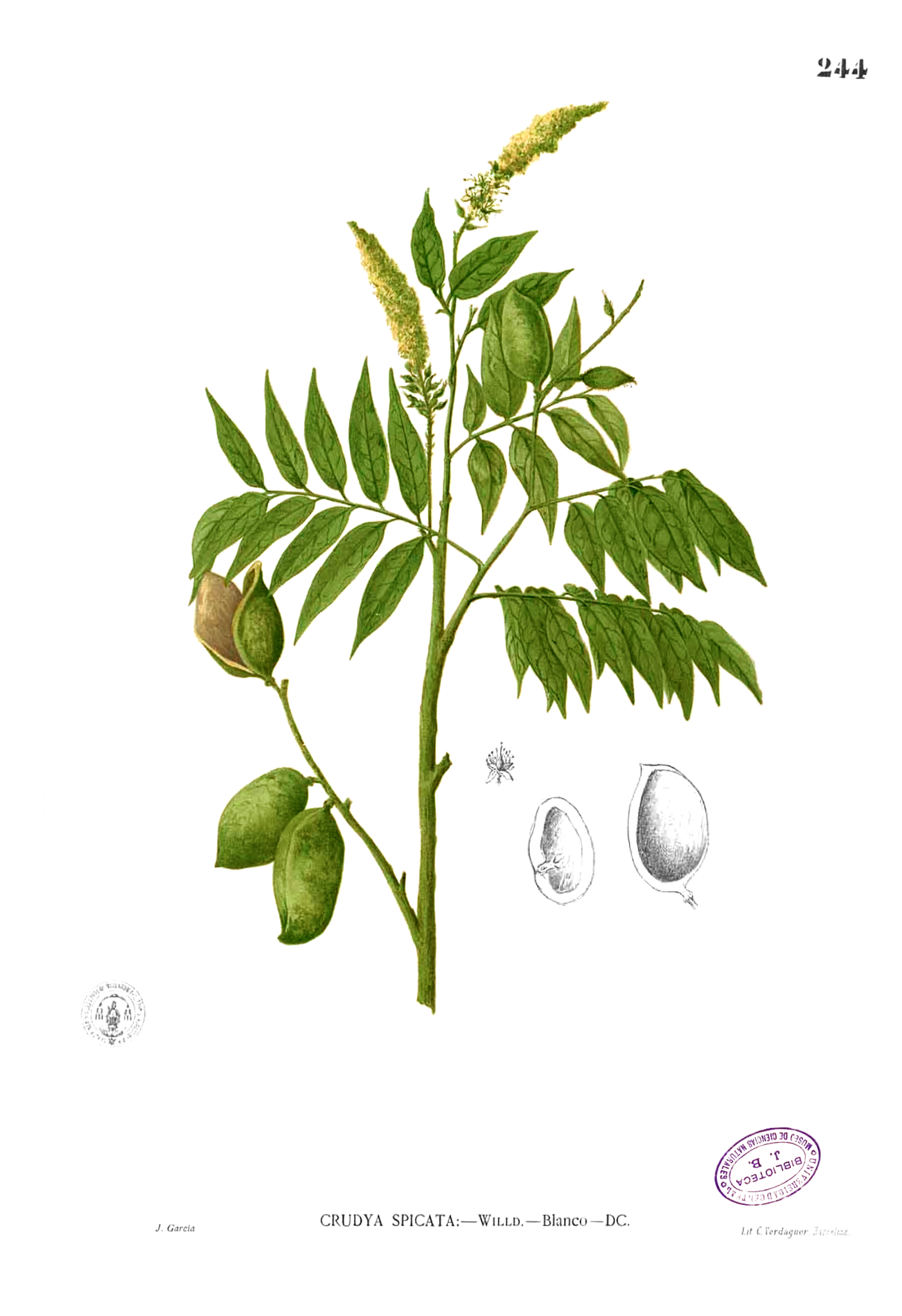
Illustration von Crudia spicata

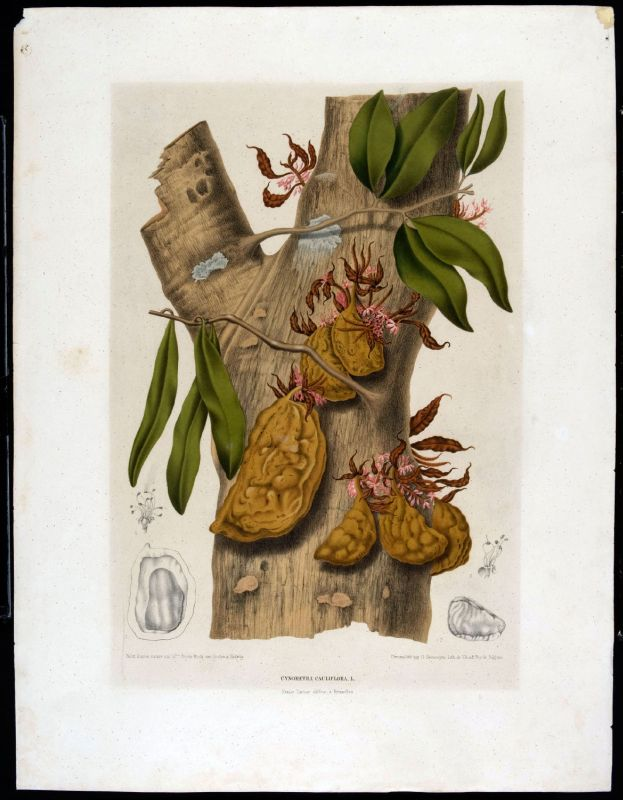
Illustration von Cynometra cauliflora

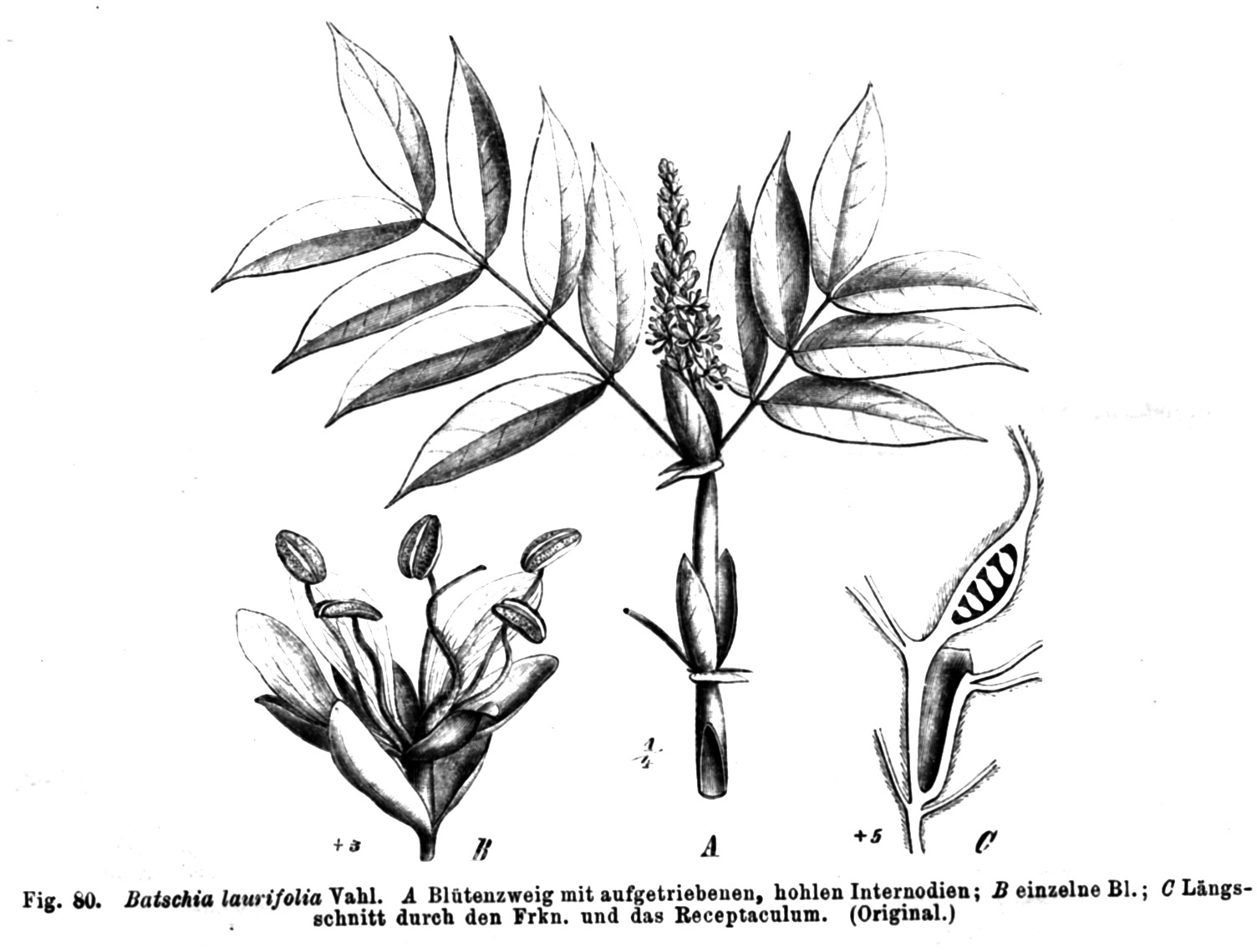
Illustration von Humboldtia laurifolia

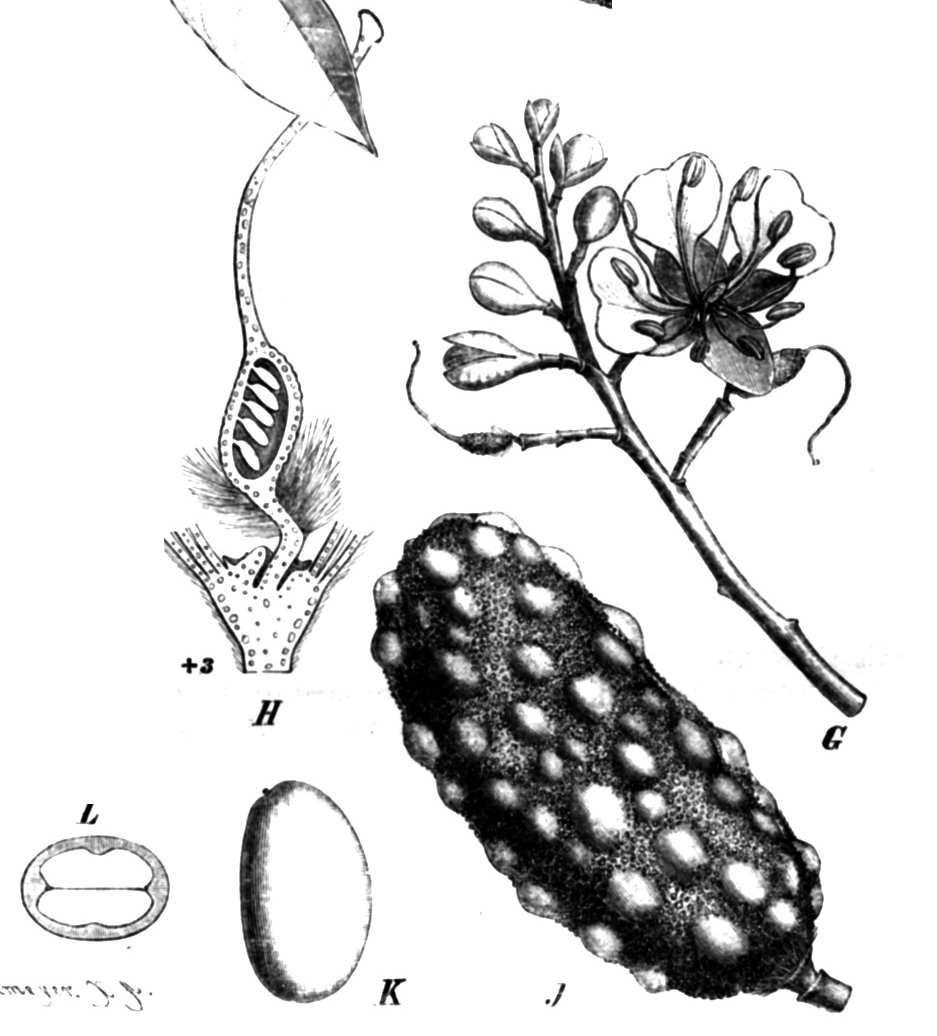
Illustration von Hymenaea verrucosa

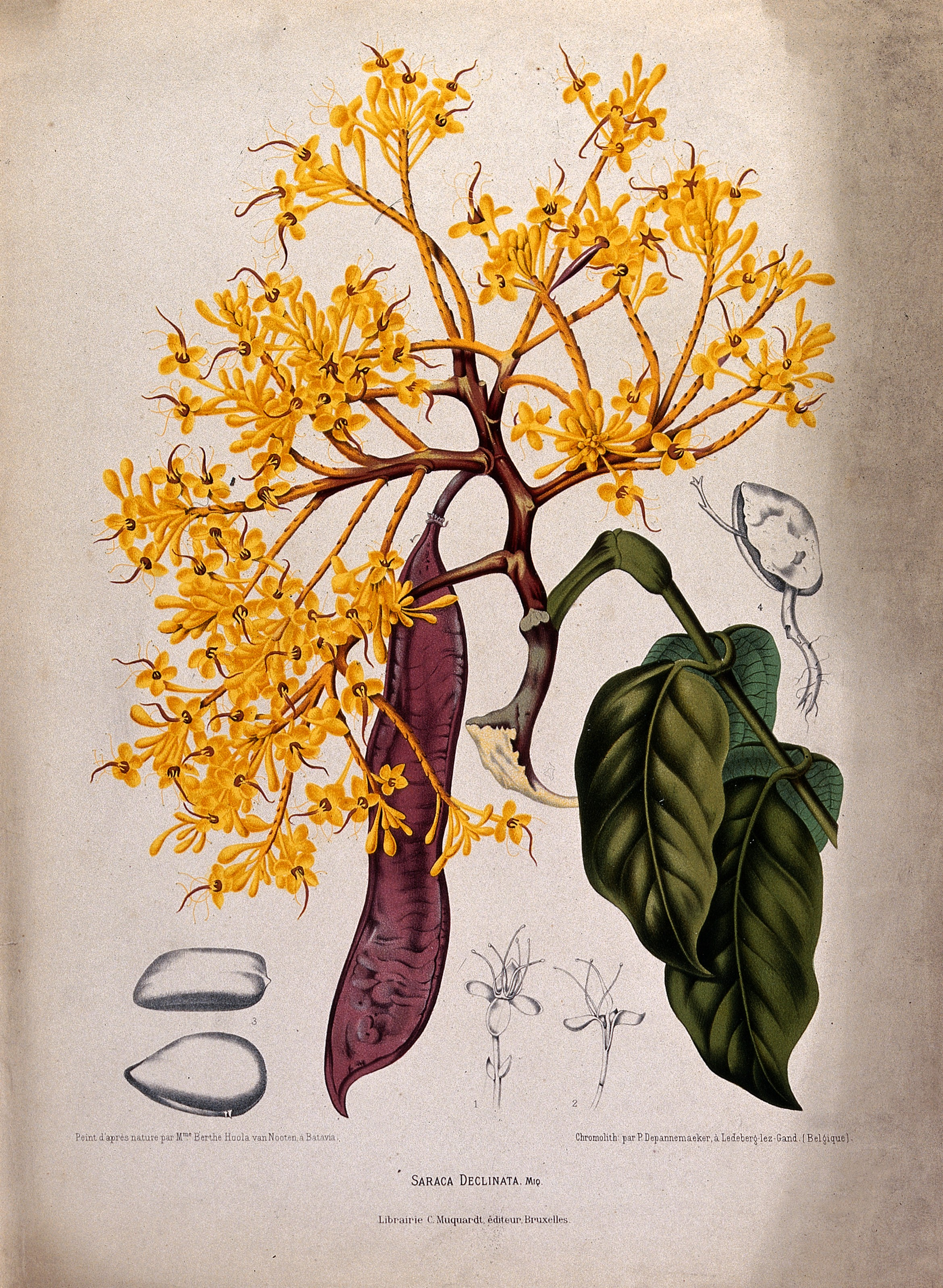
Illustration von Saraca declinata

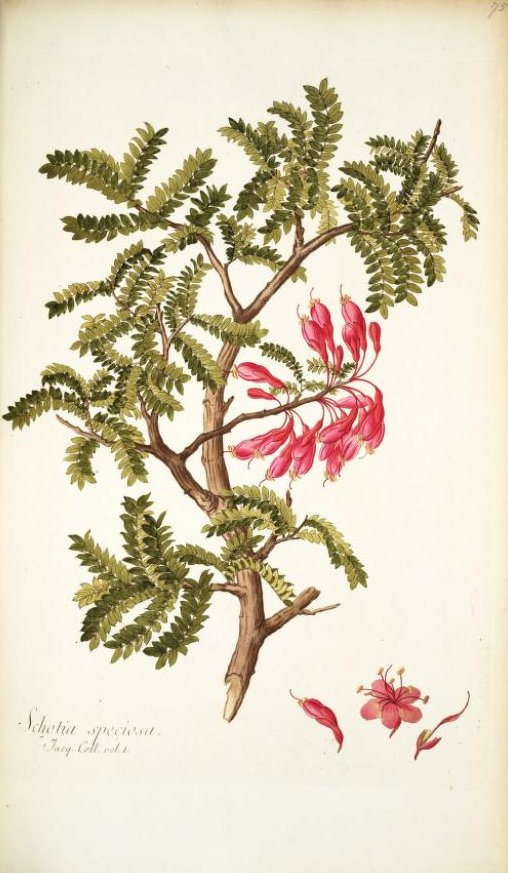
Illustration von Schotia afra

### Erscheinungsbild und Blätter
Es sind verholzende Pflanzen und gedeihen als unbewehrte Bäume oder Sträucher, seltener Halbsträucher.
Die wechselständig und spiralig oder zweizeilig angeordneten Laubblätter sind paarig gefiedert; bei 22 Gattungen sind sie bis auf ein Fiederblattpaar reduziert. Die Stiele der Fiederblätter sind often (bei 24 Gattungen) gedreht. Die Blattunterseite besitzt eine Epidermis, die fast immer (bei 69 Gattungen) durch Safranin gefärbt ist, die Haare (Trichome) sind oft (bei 25 Gattungen) an ihrer Basis vergrößert sowie eingebettet und nicht selten (bei 17 Gattungen) sind Epidermalkristalle vorhanden. Fast immer (bei 57/61 Gattungen) sind auffällige Phloemtransferzellen vorhanden, manchmal mit Mesophyllfasern und/oder Sklereiden (bei 12 Gattungen). Oft sind die Fiederblätter drüsig punktiert. Wenn Nebenblätter vorhanden sind dann sind sie intrapetiolar.

### Blütenstände und Blüten
Die Blüten stehen in Blütenständen zusammen. Es sind fast immer Deckblätter vorhanden; sie sind relativ klein, dachziegelartig überlappend und früh abfallend bis groß und auffällig. Die zwittrigen Blüten sind mehr oder weniger zygomorph und meist vier- (bei 75 Gattungen) oder selten fünfzählig mit doppelter Blütenhülle. Die vier oder selten fünf Kelchblätter überlappen sich dachziegelartig; manchmal sind sie stark reduziert. Die Kronblätter stehen zu einer etwas bis stark zygomorphen Krone zusammen, oft sind Kronblätter reduziert oder fehlen. Es sind zwei bis viele Staubblätter vorhanden. Es ist nur ein Fruchtblatt vorhanden.

### Früchte und Samen
Es werden Hülsenfrüchte gebildet. Die Samen enthalten kein Endosperm; Stärke ist fast immer vorhanden.

## Chromosomensätze
Basischromosomenzahl beträgt meist n = 12 (21/27).

## Ökologie
Die Pflanzenarten dieser Tribus gehen Symbiosen mit ektotrophischen Mykorrhiza-Pilzen ein. Manche Arten besitzen Laubblätter, die Ameisen anlocken.
Als Koevolution von Tier und Pflanze haben sie speziell in Form und Farbe angepasste Blüten, die Bienen anlocken.

## Inhaltsstoffe
Charakteristische Inhaltsstoffe sind Tannine und Terpenoide. Manche Gattungen produzieren auch Harz.

## Systematik und Verbreitung
Die Tribus Detarieae wurde 1825 durch Augustin-Pyrame de Candolle aufgestellt. Synonyme für Detarieae DC. sind: Cynometreae Benth., Phyllocarpeae Britton & Rose, Amherstieae Benth., Unterfamilie Brachystegioideae Hutch., Macrolobiea Breteler.
Etwa 58 % der Gattungen kommen in Afrika inklusive Madagaskar vor, etwa 20 % sind in der Neotropis und 12 % im tropischen Asien verbreitet. Nur die Gattungen Copaifera, Crudia und Cynometra sind pantropisch verbreitet, sind aber alle wahrscheinlich nicht monophyletisch. Afzelia, Guibourtia, Hymenaea, Intsia und Sindora sind zumindest in zwei dieser Regionen vertreten.
Zur Tribus Detarieae gehören 82 bis 84 Gattungen mit 736 bis 772 Arten:
- Afzelia Sm.: Die 12 bis 14 Arten sind im tropischen Asien und Afrika verbreitet.
- Amherstia Wall.: Sie enthält nur eine Art:
  - Tohabaum (Amherstia nobilis Wall.): Er kommt nur im südlichen Myanmar vor.
- Anthonotha P.Beauv.: Die etwa 17 Arten sind in Afrika, fast alle nur in der guineo-kongolesischen Region verbreitet.[7]
- Aphanocalyx Oliv.: Die etwa 14 Arten sind im tropischen Afrika verbreitet.
- Augouardia Pellegr.: Sie enthält nur eine Art:
  - Augouardia letestui Pellegr.: Sie ist in Gabun und im Kongo beheimatet.
- Baikiaea Benth.: Die etwa fünf Arten sind hauptsächlich im tropischen Afrika verbreitet, nur eine Art kommt auch im subtropischen Afrika (in Angola, Botswana, Namibia, Sambia und Simbabwe) vor.
- Barnebydendron J.H.Kirkbr.: Sie enthält nur eine Art:
  - Barnebydendron riedelii (Tul.) J.H.Kirkbr.: Sie kommt im südlichen Costa Rica, Guatemala sowie Honduras, im brasilianischen Bundesstaat Acre und in der peruanischen Region Madre de Dios vor.
- Berlinia Sol. ex Hook.f.: Die etwa 18 Arten sind in Afrika verbreitet.
- Bikinia Wieringa: Die etwa elf Arten sind im tropischen Afrika verbreitet.
- Brachycylix (Harms) R.S.Cowan: Sie enthält nur eine Art:
  - Brachycylix vageleri (Harms) Cowan: Sie ist in Kolumbien beheimatet.
- Brachystegia Benth.: Die 30 bis 34 Arten sind im tropischen Afrika verbreitet.
- Brandzeia Baill.: Sie enthält nur eine Art:
  - Brandzeia filicifolia Baill.: Sie ist in Madagaskar beheimatet.
- Brodriguesia R.S.Cowan: Sie enthält nur eine Art:
  - Brodriguesia santosii R.S.Cowan: Sie kommt nur im brasilianischen Bundesstaat Bahia vor.
- Brownea Jacq.: Die 25 bis 31 Arten kommen im nördlichen Südamerika (Kolumbien, Ekuador und Venezuela) und auf Karibischen Inseln vor.
- Browneopsis Huber: Die etwa sechs Arten sind von Panama über Kolumbien bis ins brasilianische Amazonas-Becken und Peru verbreitet.[8]
- Colophospermum Kirk ex J.Léonard: Sie enthält nur eine Art:
  - Mopane (Colophospermum mopane (Kirk ex Benth.) Kirk ex J.Léonard, Syn.: Copaiba mopane (Kirk ex Benth.) Kuntze, Copaifera mopane Kirk ex Benth., Hardwickia mopane (Kirk ex Benth.) Breteler et al.): Er ist im südlichen tropischen und südlichen Afrika weit verbreitet.
- Copaifera L.: Die 25 bis 43 Arten sind in der Neotropis und in Afrika verbreitet.
- Crudia Schreb.: Die bis zu 55 Arten sind hauptsächlich im tropischen Afrika verbreitet.
- Cryptosepalum Benth.: Die etwa elf Arten sind im tropischen Afrika verbreitet.
- Cynometra L.: Die 80 bis 90 Arten sind in den Tropen weitverbreitet.
- Daniellia Benn.: Die etwa zehn Arten sind im tropischen und subtropischen Afrika verbreitet.[9]
- Detarium Juss.: Die etwa drei Arten sind im tropischen Afrika verbreitet.
- Dicymbe Spruce ex Benth. & Hook.f.: Die etwa 13 Arten sind in der Neotropis verbreitet.
- Didelotia Baill.: Die etwa zwölf Arten sind in Afrika verbreitet.
  - Didelotia brevipaniculata J.Léonard: Aus Westafrika, Kamerun und Gabun.
- Ecuadendron D.A.Neill: Sie enthält nur eine Art:
  - Ecuadendron acosta-solisianum D.A.Neill: Diese gefährdete Art (Endangered nach IUCN) gedeiht in Höhenlagen zwischen 300 und 400 Meter in Ecuador. An den nur drei bekannten Standorten wurden im Jahr 2000 weniger als 100 Exemplare gezählt.[10]
- Elizabetha R.H.Schomb. ex Benth.: Die etwa elf Arten sind in der Neuen Welt verbreitet.
- Endertia Steenis & de Wit: Sie enthält nur eine Art:
  - Endertia spectabilis Steenis & de Wit: Sie kommt in Java und Kalimantan vor.
- Englerodendron Harms: Die etwa zwei Arten sind im tropischen Afrika verbreitet.
- Eperua Aubl.: Die etwa 14 Arten sind in der Neotropis verbreitet.
  - Eperua falcata Aubl.: Kommt im nördlichen Brasilien, in den Guyanas und bis Venezuela und Kolumbien sowie in Trinidad vor.
- Eurypetalum Harms: Die etwa drei Arten sind in Afrika verbreitet.
- Gilbertiodendron J.Léonard: Die etwa 27 Arten sind in Afrika verbreitet. Darunter:
  - Gilbertiodendron dewevrei (De Wild.) J. Léonard
- Gilletiodendron Vermoesen: Die etwa fünf Arten sind in Afrika verbreitet. Darunter:
  - Gilletiodendron mildbraedii (Harms) Vermoesen
- Gabonius Wieringa & Mackinder: Sie wurde 2013 aufgestellt und enthält nur eine Art:
  - Gabonius ngouniensis (Pellegr.) Wieringa & Mackinder: Sie kommt nur im westlichen Gabun vor.[11]
- Goniorrhachis Taub.: Sie enthält nur eine Art:
  - Goniorrhachis marginata Taub.: Sie kommt nur im brasilianischen Bundesstaat Bahia vor.
- Gossweilerodendron Harms: Die etwa zwei Arten sind in Afrika verbreitet.
- Guibourtia Benn.: Die etwa 16 Arten sind in Afrika verbreitet.
- Hardwickia Roxb.: Sie enthält nur eine Art:
  - Hardwickia binata Roxb.: Sie ist in Indien beheimatet.
- Heterostemon Desf.: Die etwa sieben Arten sind in Südamerika verbreitet.
- Humboldtia Vahl: Die etwa sieben Arten kommen im südwestlichen Indien und Sri Lanka (eine Art) vor.
- Hylodendron Taub.: Sie enthält nur eine Art:
  - Hylodendron gabunense Taub.: Sie kommt im tropischen Afrika in Kamerun, Gabun, Demokratische Republik Kongo und Nigeria vor.
- Hymenaea L.: Von den 15 bis 16 Arten besitzen, außer einer afrikanischen Art, alle anderen Arten eine neotropische Verbreitung.
- Hymenostegia (Benth.) Harms: Die etwa 16 Arten sind in Afrika verbreitet.
- Icuria Wieringa: Sie enthält nur eine Art:
  - Icuria dunensis Wieringa: Sie kommt nur im nördlichen Mosambik vor.
- Merbau (Intsia Thouars): Die drei bis neun Arten kommen in Südostasien, im Pazifikraum und in Madagaskar vor.
- Isoberlinia Craib & Stapf ex Holland: Die etwa fünf Arten sind im tropischen Afrika verbreitet, beispielsweise:
  - Isoberlinia doka Craib & Stapf
- Julbernardia Pellegr.: Die acht bis elf Arten sind im tropischen Afrika verbreitet.
- Kingiodendron Harms: Die etwa fünf Arten sind in Asien verbreitet.
- Lebruniodendron J.Léonard: Sie enthält nur eine Art:
  - Lebruniodendron leptanthum (Harms) J.Leonard: Sie kommt in Kamerun und der Demokratischen Republik Kongo vor.
- Leonardoxa Aubrév.: Die etwa fünf Arten sind im tropischen Afrika verbreitet.
- Leucostegane Prain: Die etwa zwei Arten kommen auf der Malaiischen Halbinsel und in Sarawak vor.
- Librevillea Hoyle: Sie enthält nur eine Art:
  - Librevillea klainei (Harms) Hoyle: Sie ist in Angola, Kamerun und Gabun verbreitet.
- Loesenera Harms: Die etwa vier Arten sind in Afrika verbreitet.
- Lysidice Hance: Die nur zwei Arten kommen im südlichen und südwestlichen China sowie in Vietnam vor.
- Macrolobium Schreb.: Die 73 bis 80 Arten sind von Panama bis ins westliche Südamerika verbreitet.
- Maniltoa Scheff.: Die etwa 20 Arten sind in Südostasien verbreitet.
- Michelsonia Hauman: Sie enthält nur eine Art (manchmal auch mit einer zweiten Art):
  - Michelsonia microphylla (Troupin) Hauman: Sie kommt in Afrika vor.
- Micklethwaitia G.P.Lewis & Schrire: Sie enthält nur eine Art:
  - Micklethwaitia carvalhoi (Harms) G.P.Lewis & Schrire: Sie kommt in Mosambik vor.
- Microberlinia A.Chev.: Die nur zwei Arten kommen in Kamerun, Republik Kongo und Gabun vor. Sie liefern das Zebrano-Holz.
- Neoapaloxylon Rauschert: Die etwa drei Arten kommen in Madagaskar vor.
- Neochevalierodendron J.Léonard: Sie enthält nur eine Art:
  - Neochevalierodendron stephanii (A.Chev.) J.Léonard: Sie kommt in Gabun vor.
- Normandiodendron J.Léonard: Die etwa zwei Arten sind in Afrika verbreitet.
- Oddoniodendron De Wild.: Die etwa drei Arten sind im tropischen Afrika verbreitet.
- Oxystigma Harms: Die nur eine Art ist in Afrika verbreitet:
  - Oxystigma mannii Harms: Aus Zentralafrika
- Paloue Aubl.: Die etwa fünf Arten sind im Amazonasgebiet verbreitet.
- Paloveopsis R.S.Cowan: Sie enthält nur eine Art:
  - Paloveopsis emarginata Cowan: Sie ist in Brasilien und Guyana verbreitet.
- Paramacrolobium J.Léonard: Sie enthält nur eine Art:
  - Paramacrolobium coeruleum (Taub.) J.Léonard: Sie kommt im tropischen Afrika vor.
- Pellegriniodendron J.Léonard: Sie enthält nur eine Art:
  - Pellegriniodendron diphyllum (Harms) J.Léonard: Sie kommt im tropischen Afrika vor.
- Peltogyne Vogel: Die etwa 25 Arten sind im Amazonasgebiet und im tropischen Afrika verbreitet. Einige Arten dieser Gattung liefern das die Holzart Amaranth.
  - Peltogyne venosa (Vahl) Benth.: Aus Südamerika.
- Plagiosiphon Harms: Die etwa fünf Arten sind in Afrika verbreitet.
- Polystemonanthus Harms: Sie enthält nur eine Art:
  - Polystemonanthus dinklagei Harms: Sie kommt in der Elfenbeinküste und Liberia vor.
- Prioria Griseb.: Sie enthält etwa 14 Arten:
  - Prioria copaifera Griseb.: Sie kommt in Jamaika, Costa Rica, Nicaragua, Panama und Kolumbien vor.
  - Prioria oxyphylla (Harms) Breteler: Aus Zentralafrika
- Pseudomacrolobium Hauman: Sie enthält nur eine Art:
  - Pseudomacrolobium mengei (De Wild.) Hauman: Sie kommt in der Demokratischen Republik Kongo vor.
- Pseudosindora Symington: Sie enthält nur eine Art:
  - Pseudosindora palustris Symington: Sie kommt in Indonesien vor.
- Saraca L.: Die elf bis zwanzig Arten sind im tropischen Asien verbreitet.
- Schotia Jacq.: Die nur noch vier Arten sind im Südlichen Afrika verbreitet.
- Scorodophloeus Harms: Die zwei oder drei Arten sind in Afrika verbreitet.
  - Scorodophloeus zenkeri Harms: Aus dem zentralen bis nordwestlichen Zentralafrika.
- Sindora Miq.: Die 18 bis 20 Arten kommen hauptsächlich in Südostasien, aber auch in Gabun vor.
- Sindoropsis J.Léonard: Sie enthält nur eine Art:
  - Sindoropsis letestui (Pellegr.) J.Léonard: Sie kommt in Äquatorialguinea, Gabun und Kamerun vor.
- Stemonocoleus Harms: Sie enthält nur eine Art:
  - Stemonocoleus micranthus Harms: Sie kommt im tropischen Afrika vor.
- Talbotiella Baker f.: Die etwa drei Arten sind in Afrika verbreitet.
- Tamarindus L.: Sie enthält nur eine Art:
  - Tamarindenbaum (Tamarindus indica L.): Er ist in Afrika weit verbreitet und kommt auch auf den Kapverdischen Inseln, auf Socotra und im Jemen vor. Er wird in vielen tropischen bis subtropischen Gebieten angebaut.
- Tessmannia Harms: Die etwa zwölf Arten sind in Afrika verbreitet.
- Tetraberlinia (Harms) Hauman: Die etwa sieben Arten sind in Afrika verbreitet.
- Zenkerella Taub.: Die etwa fünf Arten sind in Afrika verbreitet.

## Nutzung
Von einigen Arten wird das Holz genutzt: beispielsweise liefern einige Arten der Gattung Peltogyne die Holzart Amaranth. Von wenigen Arten (Tamarindenbaum (Tamarindus indica)) werden die Früchte genutzt.

## Weiterführende Literatur
- M. Fougère-Danezan, P. S. Herendeen, S. Maumont, A. Bruneau: Morphological evolution in the variable resin-producing Detarieae (Fabaceae): do morphological characters retain a phylogenetic signal? In: Annals of botany. Band 105, Nummer 2, Februar 2010, S. 311–325, doi:10.1093/aob/mcp280, PMID 19939978, PMC 2814753 (freier Volltext).

- Karte mit allen verlinkten Seiten:
- OSM |
- WikiMap